# Escuela Central de Marsella
La Escuela Central de Marsella, en francés École Centrale de Marseille, es un centro superior de estudios de ingeniería (Grande École). Sus estudios duran tres años.